# This Year's Model

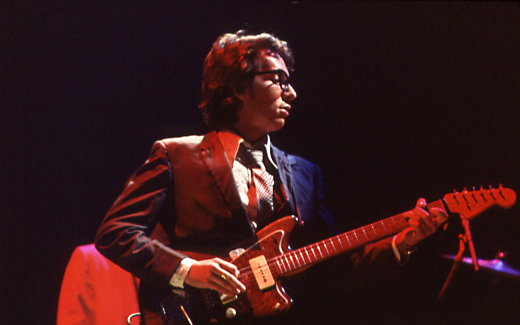
Elvis Costello 1978.

This Year's Model är ett musikalbum av Elvis Costello som lanserades i mars (maj i USA) 1978. Det var hans andra studioalbum och det första han gjorde med gruppen the Attractions. Precis som med debuten My Aim Is True ändrades låtlistan på albumet på de amerikanska utgåvorna där singeln "Radio Radio", som inte fanns på europeiska utgåvor lades till. Även skivomslagen skilde sig åt då olika bilder från samma fotosession användes för de amerikanska och europeiska utgåvorna. Skivan är rankad som #98 på Rolling Stone-magasinets lista The 500 Greatest Albums of All Time. Skivan har fått högsta betyg av Pitchfork Media (10.0), Allmusic (5 stjärnor), och Robert Christgau gav skivan A i betyg. Det finns med i boken  1001 Album du måste höra innan du dör.

## Musik och texter
Musikaliskt är albumet en blandning av new wave och poprock och har av vissa betecknats som punkrock. Costello nämnde Rolling Stones album Aftermath som en influens till albumet, och har även nämnt bland andra The Kinks och The Clash. Även påtagliga influenser från The Beatles har noterats. Texterna uttrycker huvudsakligen Costellos frustration över kvinnor som försummat honom, men även en kommentar till brittiska National Front i "Night Rally" och ilska över kommersialiseringen av radio i "Radio Radio".

## Inspelning
Albumet spelades in i slutet av 1977 och början av 1978 i Eden Studios, London tillsammans med producenten Nick Lowe. Enligt Costello tog inspelningen cirka elva dagar. De flesta av låtarna hade tidigare framförts live tillsammans med the Attractions.

## Omslag
Omslaget består av ett foto av Elvis Costello stående bakom en kamera, på samma gång fotograf och modell. På originalutgåvan försköts fotot medvetet någon centimenter så att en färgkod blev synlig i ena kanten och utgjorde ett framträdande inslag i designen.

## Utgivning
Albumet utgavs den 17 mars 1978, mindre än ett år efter debuten My Aim Is True. Förstautgåvan kom med en bonussingel med låten "Stranger in the House", en outtake som inte tagits med på debutalbumet på grund av dess country-influenser, Den amerikanska utgåvan som utgavs några månader senare uteslöt låtarna "(I Don't Want to Go to) Chelsea" och "Night Rally" som ansågs vara för brittiska till sitt innehåll och ersatte dem med "Radio, Radio" som i Storbritannien enbart släpptes som singel. Den svenska utgåvan på Smash Records hade en annan omslagsbild från samma fotosession och inkluderade låten "Watching the Detectives".

## Kritikermottagande
Albumet fick vid sin utgivning ett positivt kritikermottagande. Melody Makers recensent Alan Jones utnämnde This Year's Model till ett mästerverk och att det placerade Elvis Costello bland samtidens allra främsta låtskrivare. En liknande åsikt uttrycktes av Nick Kent i NME. This Year's Model utsågs till årets bästa album i Melody Maker och i den amerikanska kritikeromröstningen Pazz and Jop. NME rankade albumet som nummer 3 på sin lista över 1978 års bästa album, medan singlarna "Radio, Radio" och "I Don't Want to Go to Chelsea" placerades på plats 5 och 6 på listan över årets bästa låtar.

## Låtlista
(alla låtar komponerade av Elvis Costello)
1. "No Action" – 1:58
2. "This Year's Girl" – 3:17
3. "The Beat" – 3:45
4. "Pump It Up" – 3:14
5. "Little Triggers" – 2:40
6. "You Belong to Me" – 2:22
7. "Hand in Hand" – 2:33
8. "(I Don't Want to Go to) Chelsea" – 3:07
9. "Lip Service" – 2:36
10. "Living in Paradise" – 3:52
11. "Lipstick Vogue" – 3:29
12. "Night Rally" – 2:41

## Listplaceringar
- Billboard 200, USA: #30[16]
- UK Albums Chart, Storbritannien: #4[17]
- VG-lista, Norge: #15[18]
- Topplistan, Sverige: #10[19]